# Ziemia i jej obroty
Ziemia i jej obroty (jap. チ。―地球の運動について― Chi: Chikyū no undō ni tsuite) – manga autorstwa Uoto, publikowana na łamach magazynu „Big Comic Spirits” wydawnictwa Shōgakukan od września 2020 do kwietnia 2022. Na jej podstawie studio Madhouse wyprodukowało serial anime, który emitowano od października 2024 do marca 2025.
W Polsce licencję na wydawanie mangi nabyło Waneko, natomiast anime dystrybuowane jest przez serwis Netflix pod tytułem O ruchach Ziemi.

## Fabuła
Akcja rozgrywa się w XV-wiecznym „Królestwie P”. Ludzie, którzy sugerują idee sprzeczne z naukami „religii C”, takie jak to, że Ziemia kręci się wokół Słońca, są prześladowani lub nawet paleni na stosie. Rafał, cudowne dziecko zainteresowane astronomią, zostaje zmuszony przez Huberta, uczonego i heretyka, do pomocy mu w badaniach nad teorią „o ruchu Ziemi”. Kiedy inkwizytor Nowak znajduje narysowany przez Rafała diagram przedstawiający model heliocentryczny, Hubert bierze na siebie odpowiedzialność i zostaje stracony, pozostawiając Rafałowi kulisty wisiorek. Za jego pomocą młodzieniec odnajduje ukryte materiały badawcze Huberta dotyczące teorii. Rafał kontynuuje badania Huberta, ale dowiaduje się o tym jego przybrany ojciec, Potocki. Podczas procesu Rafał odmawia potępienia teorii heliocentrycznej i popełnia samobójstwo, połykając mak, zawczasu ukrywając także swoje notatki, aby inni mogli je odnaleźć dziesięć lat później.

## Bohaterowie
- Rafał (jap. ラファウ Rafau)

Seiyū: Maaya Sakamoto 
- Nowak (jap. ノヴァク Novaku)

Seiyū: Kenjirō Tsuda 
- Hubert (jap. フベルト Fuberuto)

Seiyū: Shō Hayami 
- Oczy (jap. オクジー Okujī)

Seiyū: Katsuyuki Konishi 
- Badeni (jap. バデーニ Badēni)

Seiyū: Yūichi Nakamura 
- Jolanta (jap. ヨレンタ Yorenta)

Seiyū: Saya Hitomi 

## Manga
Seria ukazywała się w magazynie „Big Comic Spirits” od 14 września 2020 do 18 kwietnia 2022. Wydawnictwo Shōgakukan zebrało jej rozdziały w 8 tankōbonach, wydawanych od 11 grudnia 2020 do 30 czerwca 2022.
24 stycznia 2025 wydanie mangi w edycji 2w1 zapowiedziało Waneko, natomiast premiera odbyła się 5 marca tego samego roku.
| Nr | Język japoński   | Język japoński         | Język polski   | Język polski           |
| Nr | Data wydania     | ISBN                   | Data wydania   | ISBN                   |
| -- | ---------------- | ---------------------- | -------------- | ---------------------- |
| 1  | 11 grudnia 2020  | ISBN 978-4-09-860778-5 | 5 marca 2025   | ISBN 978-83-8389-057-9 |
| 2  | 12 stycznia 2021 | ISBN 978-4-09-860801-0 | 5 marca 2025   | ISBN 978-83-8389-057-9 |
| 3  | 30 marca 2021    | ISBN 978-4-09-860878-2 | 5 czerwca 2025 | ISBN 978-83-8389-060-9 |
| 4  | 30 czerwca 2021  | ISBN 978-4-09-861071-6 | 5 czerwca 2025 | ISBN 978-83-8389-060-9 |
| 5  | 30 września 2021 | ISBN 978-4-09-861146-1 | —              |                        |
| 6  | 28 grudnia 2021  | ISBN 978-4-09-861206-2 | —              |                        |
| 7  | 30 marca 2022    | ISBN 978-4-09-861260-4 | —              |                        |
| 8  | 30 czerwca 2022  | ISBN 978-4-09-861317-5 | —              |                        |

## Anime
W czerwcu 2022 zapowiedziano adaptację anime, za produkcję której odpowiada studio Madhouse. Później poinformowano, że będzie to serial telewizyjny, reżyserią zajmie się Kenichi Shimizu, scenariusz napisze Shingo Irie, postacie zaprojektuje Masanori Shino, a muzykę skomponuje Kensuke Ushio. Anime było emitowane od 5 października 2024 do 15 marca 2025 w stacji NHK General TV. Motywem otwierającym jest „Kaijū” (jap. 怪獣) w wykonaniu Sakanaction, natomiast końcowym „Aporia” (jap. アポリア) autorstwa Yorushiki. Drugi motyw końcowy, zatytułowany „Hebi” (jap. へび), także wykonuje Yorushika. Prawa do streamingu serialu na całym świecie nabył Netflix.

### Lista odcinków
| №  | Tytuł | Premiera             |
| -- | --- | -------------------- |
| 1  | Heliocentryzm. Co ty na to? Chidōsetsu, to demo yobō ka (『地動説』、とでも呼ぼうか)                                     | 5 października 2024  |
| 2  | Poruszę Ziemię Ima kara, chikyū o ugokasu (今から、地球を動かす)                                                         | 5 października 2024  |
| 3  | Wyznanie wiary Boku wa, chidōsetsu o shinjitemasu (僕は、地動説を信じてます)                                             | 12 października 2024 |
| 4  | Ziemia piękniejsza jest od niebios Kono chikyū wa, tengoku nanka yori mo utsukushii (この地球は、天国なんかよりも美しい) | 19 października 2024 |
| 5  | Nawet gdy umrę, świat będzie dalej istniał Watashi ga shindemo kono sekai wa tsudzuku (私が死んでもこの世界は続く)       | 26 października 2024 |
| 6  | Poruszę… świat Sekai o, ugokase (世界を、動かせ)                                                                         | 2 listopada 2024     |
| 7  | Kwestia prawdy Shinri no tamenara (真理のためなら)                                                                       | 9 listopada 2024     |
| 8  | Zostańmy Ikarami Ikarosu ni naraneba (イカロスにならねば)                                                                | 16 listopada 2024    |
| 9  | Wiedza zmienia Kitto sore ga, nanika o shiru to iu kotoda (きっとそれが、何かを知るということだ)                         | 23 listopada 2024    |
| 10 | Prawda Chi (『知』) | 30 listopada 2024    |
| 11 | Terror Chi (『血』) | 7 grudnia 2024       |
| 12 | Heliocentryzm to moja religia Ore wa, chidōsetsu o shinkō shi teru (俺は、地動説を信仰してる)                            | 14 grudnia 2024      |
| 13 | Wolność Jiyū o (『自由』を)                                                                                              | 21 grudnia 2024      |
| 14 | Dzisiejsze niebo Kyō no kono sora wa (今日のこの空は)                                                                    | 28 grudnia 2024      |
| 15 | Kolej na mnie? Watashi no, banna no ka? (私の、番なのか？)                                                               | 4 stycznia 2025      |
| 16 | Operacja Kōdō o kaishi suru (行動を開始する)                                                                             | 11 stycznia 2025     |
| 17 | Zbiłabym fortunę na tej księdze… Chyba Kono hon de dai kasegi dekiru, kamo (この本で大稼ぎできる、かも)                  | 18 stycznia 2025     |
| 18 | Uwolnimy wiedzę Jōhō o kaihō suru (情報を解放する)                                                                       | 25 stycznia 2025     |
| 19 | Moralność odnajduje się w chwili zagubienia Mayoi no naka ni rinri ga aru (迷いの中に倫理がある)                         | 1 lutego 2025        |
| 20 | Bo kocham heliocentryzm Watashi wa, chidōsetsu o aishite iru (私は、地動説を愛している)                                  | 8 lutego 2025        |
| 21 | Czasy się zmienią Jidai wa kawaru (時代は変わる)                                                                         | 15 lutego 2025       |
| 22 | Historia was nie zapamięta Kimi-ra wa rekishi no tōjō jinbutsu janai (君らは歴史の登場人物じゃない)                      | 22 lutego 2025       |
| 23 | Towarzysze Onaji jidai o tsukutta nakama (同じ時代を作った仲間)                                                          | 1 marca 2025         |
| 24 | Thaumazein Taumazein o (タウマゼインを)                                                                                  | 8 marca 2025         |
| 25 | 『?』 (?) | 15 marca 2025        |

## Odbiór
Manga została polecona przez mangaków Hitoshiego Iwaakiego i Shina Takahashiego. Była nominowana do 14. edycji Manga Taishō w 2021 roku i zajęła drugie miejsce z 67 punktami, natomiast w kolejnej edycji zdobyła 59 punktów, plasując się tym samym na 5 miejscu. W 2022 roku seria otrzymała 26. Nagrodę Kulturalną im. Osamu Tezuki. W 2023 roku zdobyła także 54. nagrodę Seiun w kategorii najlepszy komiks.